# Julia Zigiotti Olme
Julia Zigiotti Olme (Upplands Väsby, 24 december 1997) is een voetbalspeelster uit Zweden. Ze speelt als aanvaller voor Manchester United in de Super League.

## Clubcarrière
Julia Zigiotti Olme speelde in de jeugd voor Bollstanäs SK voordat ze na een jaartje AIK Fotboll overstapte naar Hammarby IF. Na 58 wedstrijden en 22 goals voor deze club te hebben gemaakt, stapte Zigiotti Olme over naar competitiegenoot BK Häcken.
In januari 2022 maakte Brighton & Hove Albion WFC bekend Julia Zigiotti Olme over te nemen van BK Häcken. Na 2,5 jaar in Engeland maakte ze de overstap naar FC Bayern München, de regerend landskampioen van de Bundesliga. Ze tekende een contract tot medio 2026 voor de club uit de deelstaat Beieren. Ondanks haar doorlopende contract maakte Zigiotti Olme op 31 juli 2025 een transfer naar het Engelse Manchester United, waar ze een tweejarig contract met de optie voor nog een jaar tekende.

## Statistieken
| Seizoen   | Club                       | Land      | Competitie                   | Wedstrijden | Doelpunten |
| --------- | -------------------------- | --------- | ---------------------------- | ----------- | ---------- |
| 2012-2014 | Bollstanäs SK              | Zweden    | Division III, Norra Svealand | 29          | 10         |
| 2015      | AIK Fotboll                | Zweden    | Damallsvenskan               | 21          | 4          |
| 2016-2018 | Hammarby IF                | Zweden    | Damallsvenskan               | 58          | 22         |
| 2018-2021 | BK Häcken                  | Zweden    | Damallsvenskan               | 71          | 16         |
| 2022-2024 | Brighton & Hove Albion WFC | Engeland  | Super League                 | 51          | 4          |
| 2024/25   | FC Bayern München          | Duitsland | Bundesliga                   | 16          | 0          |
| 2025/26   | Manchester United          | Engeland  | Super League                 | 0           | 0          |
| Totaal    | Totaal                     | Totaal    | Totaal                       | 247         | 56         |

Laatste update: 31 juli 2025

## Interlandcarrière
Julia Zigiotti Olme maakte haar debuut voor het Zweeds nationaal voetbalelftal op 4 oktober 2018 in een 2-1 overwinning op Noorwegen.
Zigiotti Olme werd in 2019 opgeroepen voor het Wereldkampioenschap voetbal vrouwen 2019. Op dit toernooi kwam ze in drie van de zeven wedstrijden die Zweden speelde in actie. Met haar land werd ze uitgeschakeld in de halve finales waarin Nederland met 1-0 te sterk was.
Na een tijdje geen vaste waarde te zijn geweest in de selectie van Zweden, speelde Zigiotti Olme in 2023 met haar land in de UEFA Women's Nations League.
In 2025 werd Zigiotti Olme geselecteerd voor deelname aan het EK 2025 in Zwitserland, waar latere winnaar Engeland in de kwartfinale na penalty's te sterk was.

## Privé
Zigiotti Olme heeft een relatie met voetbalster Emma Kullberg.
1: Lindahl ·
2: Andersson ·
3: Sembrant ·
4: Glas ·
5: Fischer ·
6: Eriksson ·
7: Janogy ·
8: Hurtig ·
9: Asllani ·
10: Jakobsson ·
11: Blackstenius · 12: Falk · 13: Ilestedt · 14: Roddar · 15: Björn · 16: Zigiotti Olme · 17: Seger · 18: Rolfö · 19: Anvegård · 20: Larsson · 21: Mušović · 22: Schough · 23: Rubensson · Coach: Gerhardsson